# Pareto-Optimum
Ein Pareto-Optimum (auch Pareto-effizienter Zustand) ist ein (bestmöglicher) Zustand, in dem es nicht möglich ist, eine (Ziel-)Eigenschaft zu verbessern, ohne zugleich eine andere verschlechtern zu müssen, siehe Zielkonflikt. Das Pareto-Optimum ist nach dem Ökonomen und Soziologen Vilfredo Pareto benannt.
In der Wirtschaftswissenschaft ist der Begriff Effizienz eng verbunden mit dem ökonomischen Prinzip. Ein Pareto-Optimum ist der Zustand in der Volkswirtschaft, in dem es nicht möglich ist, die Güterversorgung eines Wirtschaftssubjekts zu erhöhen, ohne gleichzeitig die Wohlfahrt eines anderen zu verringern.
Die Menge aller Pareto-Optima heißt auch Pareto-Menge (auch Pareto-Front).
Das Pareto-Kriterium ist die Beurteilung, ob ein Zustand sich durch die Veränderung eines Zielwerts verbessert (Pareto-Superiorität), ohne auch nur einen anderen Zielwert verschlechtern zu müssen. Vilfredo Pareto bezog sich ursprünglich nicht auf Zielwerte/Eigenschaften/Kriterien (mitunter auch „Merkmale“ genannt), sondern auf Individuen. In Bezug auf Individuen kennzeichnet ein Pareto-optimaler (Pareto-effizienter) Zustand einen Zustand, bei dem es keine Möglichkeit gibt, ein Individuum besser zu stellen, ohne gleichzeitig ein anderes schlechter zu stellen.
Das Lösen des Problems, Pareto-Optima zu finden, heißt Pareto-Optimierung. Pareto-optimale Strategien maximieren in kooperativen Spielen den Allgemeinnutzen.

## Pareto-Ordnung
Liegen mehrere Teilziele {\displaystyle f_{i}} (mit {\displaystyle i>1}) vor, welche zu einer vektorwertigen Zielfunktion {\displaystyle {\vec {f}}=(f_{1},\dots f_{n})^{T}} zusammengefasst werden, so ist es im Allgemeinen nicht mehr möglich genau ein Optimum {\displaystyle {\vec {x}}^{*}} zu finden. Dies liegt daran, dass für {\displaystyle n>1} keine totale Ordnungsrelation existiert, welche bei der Mehrzieloptimierung keines der Ziele bevorzugt. Daher können verschiedene Lösungen unvergleichbar sein.:
Sprich es gibt keine totale Ordnungsrelation, welche den Vergleich {\displaystyle {\vec {f}}({\vec {x}}^{*})\geq {\vec {f}}({\vec {x}})} leisten könnte.
Lediglich die Pareto-Ordnung kann betrachtet werden:
Betrachtet man ein vektorwertiges Minimierungsproblem, dann ist das {\displaystyle n}-Tupel {\displaystyle {\vec {y}}^{(1)}=(y_{1}^{(1)},y_{2}^{(1)},\dotsc ,y_{n}^{(1)})} ein Pareto-Optimum (hier: Minimum) einer Menge {\displaystyle A} von {\displaystyle n}-Tupeln, wenn es in {\displaystyle A} kein anderes {\displaystyle n}-Tupel gibt, das in allen Parametern mindestens so gut ist und in einem echt besser.  Das heißt es gelte für alle {\displaystyle n}-Tupel {\displaystyle {\vec {y}}^{(2)}=(y_{1}^{(2)},y_{2}^{(2)},\dotsc ,y_{n}^{(2)})} in {\displaystyle A} und für alle {\displaystyle i=1,2,\dotsc ,n}:
{\displaystyle y_{i}^{(1)}\leq y_{i}^{(2)}} und für mindestens ein {\displaystyle i} gilt: {\displaystyle y_{i}^{(1)}<y_{i}^{(2)}}.
Anders ausgedrückt: {\displaystyle {\vec {y}}^{(1)}\in \mathbb {R} ^{n}} paretodominiert {\displaystyle {\vec {y}}^{(2)}\in \mathbb {R} ^{n}} genau dann, wenn:
{\displaystyle \forall i\in {1,\dots m}:{\vec {y}}_{i}^{(1)}\leq {\vec {y}}_{i}^{(2)}} und {\displaystyle \exists j\in {1,\dots m}:{\vec {y}}_{j}^{(1)}<{\vec {y}}_{j}^{(2)}.}
Man schreibt dann {\displaystyle {\vec {y}}^{(1)}\prec {\vec {y}}^{(2)}}, wobei {\displaystyle \prec } die Pareto-Ordnung ist.
Dies bedeutet, dass {\displaystyle {\vec {y}}^{(1)}} in keinem Ziel schlechter als {\displaystyle {\vec {y}}^{(2)}} ist, aber in mindestens einem Ziel {\displaystyle j} besser (da kleiner) ist.
Die Pareto-Ordnung ist eine partielle Ordnung.
Sei {\displaystyle {\vec {f}}({\vec {x}}_{1})\prec {\vec {f}}({\vec {x}}_{2})},
dann definiert das eine Präordnung im Suchraum und wir sagen {\displaystyle {\vec {x}}_{1}} paretodominiert die Alternative {\displaystyle {\vec {x}}_{2}} und wir schreiben {\displaystyle {\vec {x}}_{1}\prec _{\vec {f}}{\vec {x}}_{2}}.

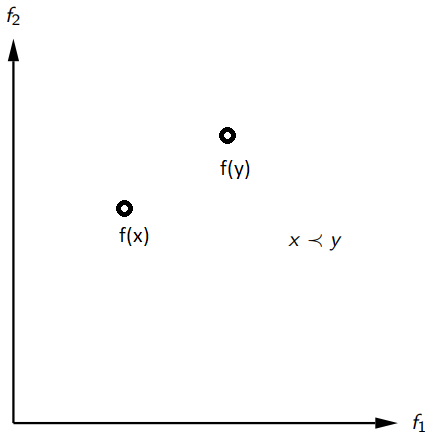
dominiert in der Pareto-Ordnung (welche die Ziele und zu minimieren sucht)

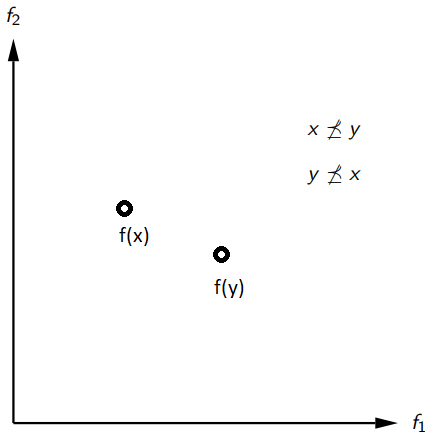
dominiert nicht in der Pareto-Ordnung und dominiert nicht in der Pareto-Ordnung (welche die Ziele und zu minimieren sucht)

## Definition nach der Mengenlehre
Gegeben seien {\displaystyle n} beliebige Mengen {\displaystyle A_{1},A_{2},\dots ,A_{n}} und {\displaystyle I:=\{1,2,\dots ,n\}} die dazugehörige Indexmenge, wobei {\displaystyle n\in \mathbb {N} } gelte. Ferner sei nun {\displaystyle A\subseteq A_{1}\times A_{2}\times \dots \times A_{n}} eine Menge von {\displaystyle n}-Tupeln. Für die einzelnen Elemente zweier beliebiger {\displaystyle n}-Tupel {\displaystyle x,y\in A} sei eine Totalordnung durch die Relation {\displaystyle \geq } gegeben. Mit dem Index {\displaystyle i\in I} und den jeweils {\displaystyle i}-ten Tupelelementen {\displaystyle x_{i}\in x} und {\displaystyle y_{i}\in y} bedeute dies formal, dass {\displaystyle \forall i:((x_{i}\geq y_{i})\vee (y_{i}\geq x_{i}))} eine wahre Aussage sei. Zudem existieren mindestens zwei solcher Tupelelemente in ganz {\displaystyle A}, sodass diese einer strengen Totalordnung durch die Relation {\displaystyle >} unterliegen. Das heißt, sie genügen der obigen Totalordnung, dürfen jedoch nicht gleich sein. Sind all diese Forderungen erfüllt und alle Elemente wie oben beschrieben gewählt, so lässt sich nun mittels der Prädikatenlogik erster Stufe folgende Definition machen:
{\displaystyle x} ist Pareto-Optimum {\displaystyle :\Leftrightarrow \neg (\exists y:(\forall i:y_{i}\geq x_{i})\wedge (\exists i:y_{i}>x_{i}))}.
Dabei ist zu beachten, dass in obiger Definition lediglich die Existenz der natürlichen Zahlen {\displaystyle \mathbb {N} } und die Definition von Gleichheit ohne weitere Erläuterungen als gegeben angenommen wurden. Diese Formulierung ist lediglich als Ergänzung zu der obigen Beschreibung in der Einleitung zu betrachten, da sie gegenüber dieser weniger Annahmen als implizit wahr voraussetzt. Die Betonung der Beliebigkeit der Mengen Eingangs verdeutlicht zudem, dass sich dieses Konzept nicht notwendigerweise auf den Gebrauch von Zahlen beschränken muss. Sollen beispielsweise in einem Experiment der Sozialwissenschaften die Empfindungen einzelner Probanden als Faktoren mit berücksichtigt werden, diese lassen sich jedoch quantitativ nicht genau beziffern, so kann es dennoch dazu kommen, dass sich ein Pareto-Optimum finden lässt. Einzige Bedingung wäre hierbei, dass sich diese Empfindungen untereinander vergleichend einordnen lassen.

## Pareto-Menge

Beispiel einer Pareto-Front, bzw. Pareto-Menge (in rot)

Da keine eindeutig beste Lösung definiert ist, bestimmt man eine Menge von Lösungen des Optimierungsproblems, bei der eine Verbesserung eines Zielfunktionswertes nur noch durch Verschlechterung eines anderen erreicht werden kann, also die Menge optimaler Kompromisse.
Diese Lösungsmenge bezeichnet man als Pareto-Menge oder Pareto-Optimum des zugrunde liegenden Paretooptimierungsproblems.
Die Elemente der Pareto-Menge sind „pareto-optimal“.
Es ist zu beachten, dass die Pareto-Menge im Allgemeinen nicht vollständig durch die Variation von Gewichtungsfaktoren in der skalarisierten Zielfunktion bestimmt werden kann (vergleiche Animation).

Nicht-konvexe Pareto-Front und aufgefundene Optima durch lineare Gewichtung der Zielfunktionen. Nicht alle Pareto-effizienten Punkte können durch Änderung der linearen Gewichtung gefunden werden, wenn die Pareto-Menge nicht konvex ist.

Ist die Pareto-Menge des gegebenen Optimierungsproblems erst einmal gefunden, so können subjektive Einschätzungen über die Wichtigkeit der einzelnen Teilziele (verschiedene Gewichtungsfaktoren) angegeben werden.
Die Pareto-Menge enthält dann für beliebige relative Teilzielgewichtungen jeweils mindestens eine Lösung, die bei dieser Gewichtung optimal ist.
Die subjektive Gewichtung der Teilziele erfolgt in der Wirtschaft beispielsweise durch Indifferenzkurven.

### Dimension und Visualisierung
Bei einem Optimierungsproblem mit n Zielen wird die Pareto-Menge eine (n − 1)-dimensionale Hyper-Grenzfläche darstellen (bei einem linearen Optimierungsproblem ist diese Grenzfläche ein Ausschnitt einer Hyperebene). Das Pareto-Optimum eines zwei-kriteriellen Problems (z. B. Leistung versus Drehmoment einer Kraftmaschine) ist eine streng monoton fallende, nicht notwendigerweise stetige Grenzlinie in einem Leistungs-Wirkungsgrad-Diagramm.
Ab vier Dimensionen ist keine direkte Visualisierung der Pareto-Menge mehr möglich. Stattdessen kann der Lösungsraum durch Hilfsmittel wie etwa das Sterndiagramm interaktiv erfasst werden.

## Beispiele

### Beispiel 1

y-Achse: Festigkeit
x-Achse: „Leichtigkeit“ (=Kehrwert der Masse)

Ein Bauteil soll sowohl belastbar als auch leicht werden. Es sei also gekennzeichnet durch die zwei Eigenschaften Festigkeit und Masse. Je höher die Festigkeit und je geringer die Masse, desto besser sei das Bauteil. Trägt man die Wertepaare für viele verschiedene Bauteile in ein Diagramm ein, das Festigkeit und Leichtigkeit (Kehrwert der Masse) gegenüberstellt, so erhält man die blau markierte Menge in nebenstehender Grafik.
Bei gleicher Masse ist dasjenige Bauteil besser, das fester ist.
Bei gleicher Festigkeit ist dasjenige Bauteil besser, das leichter ist.
Trifft die Verbesserung des einen Wertes auf die Verschlechterung des anderen, so sind die Bauteile nicht Pareto-vergleichbar.
Bezogen auf die Grafik sind weiter rechts und weiter oben stehende Werte Pareto-superior gegenüber den links und unten stehenden Werten. Alle Bauteile auf der roten Kurve sind „die besten“. Sie sind Pareto-optimal und damit die Menge aller optimalen Kompromisse. Eine Erhöhung eines Wertes ist dann nur noch möglich, wenn der andere abnimmt. (Auf der roten Linie gilt: „Weiter nach rechts“ zwingt zu „weiter nach unten“; umgekehrt zwingt „weiter nach oben“ dazu, auch „weiter nach links“ gehen zu müssen.)
Eine zusätzliche Bedingung oder Anforderung kann die Pareto-Front auf ein einziges „(aller-)bestes“ Bauteil (bzgl. aller drei Anforderungen) reduzieren.
Dies kann auch eine Norm sein, die Festigkeit und Masse in eine Größe überführt, und dadurch die Punkte auf der roten Linie vergleichbar macht, was zu einer eindeutig optimalen Lösung (bzgl. der Norm) führt. Je nachdem ob die Größen vergleichbar sind, ist mitunter keine Norm zu finden.

### Beispiel 2
Angenommen, es handelt sich um drei Individuen A, B und C, die an einer Straße wohnen. Zur Versorgung mit Trinkwasser muss ein Brunnen gebohrt werden. Die Leitung vom Brunnen zu seinem Haus muss jeder selbst bezahlen. Deshalb möchte jeder den Brunnen möglichst dicht bei seinem Haus haben.
In der folgenden Skizze ist die Lage der drei Häuser an der Straße als A, B und C markiert. Außerdem sind die fünf möglichen Standorte für den Brunnen als b1, b2, b3, b4 und b5 bezeichnet. Es wird angenommen, die vertikalen/horizontalen Entfernungen zum jeweils nächstliegenden Brunnen oder Nachbarn seien jeweils 50 m.
```
        Skizze der möglichen Orte für den Brunnen:

                     (b1)

                     (b2)    (b3)

                     (b4)    (b5)

        =====|A|=====|B|=====|C|========Straße =====

```

Menge A = { b1, b2, b3, b4, b5 }
Parameter sind die 3 Tupel-Elemente „Entfernung zu A“, „Entfernung zu B“ und „Entfernung zu C“:
- b1( 158,1 m, 150,0 m, 158,1 m )
- b2( 111,8 m, 100,0 m, 111,8 m )
- b3( 141,4 m, 111,8 m, 100,0 m )
- b4(  70,7 m,  50,0 m,  70,7 m )
- b5( 111,8 m,  70,7 m,  50,0 m )

Für den ersten Tupeleintrag (= „Entfernung zu A“) ist b4 optimal,
für das zweite Tupelelement ist ebenfalls b4 optimal,
für das dritte Tupelelement ist b5 optimal.
Das Pareto-Optimum ist somit { b4, b5 }.
- Der Ort b1 ist nicht Pareto-optimal, denn der Ort b2 ist dem Ort b1 paretomäßig überlegen (englisch: Pareto-superior). Der Ort b2 stellt gegenüber b1 für alle Beteiligten eine Verbesserung dar.
- Aber auch b2 ist nicht Pareto-optimal, denn b4 ist b2 paretomäßig überlegen. Der Ort b4 stellt gegenüber b2 für alle Beteiligten eine Verbesserung dar.
- Die Orte b2 und b3 sind nach dem Pareto-Kriterium nicht vergleichbar, da eine Verlegung des Brunnens von b2 nach b3 sowohl einen der Beteiligten besser stellt als auch einen andern Beteiligten schlechter stellt. Entsprechendes gilt für eine Verlegung des Brunnens von b3 nach b2. Eine Abwägung der Vor- und Nachteile verschiedener Personen ist über das Pareto-Kriterium nicht möglich.
- Der Ort b3 ist ebenfalls kein Pareto-Optimum, denn b5 stellt gegenüber b3 für alle eine Verbesserung dar.
- Der Ort b4 ist Pareto-optimal, denn zu b4 gibt es keine paretomäßig überlegene Alternative, die (mindestens) einen der Beteiligten besser stellt, ohne zugleich einen anderen schlechter zu stellen
- Der Ort b5 ist allerdings ebenfalls Pareto-optimal, denn jede Verlegung des Brunnens auf einen der anderen Orte würde Individuum C schlechter stellen.
- Die Orte b4 und b5 sind nach dem Pareto-Kriterium nicht vergleichbar, da eine Verlegung des Brunnens von b4 nach b5 sowohl einen der Beteiligten besser stellt als auch einen anderen schlechter stellt. Entsprechendes gilt für eine Verlegung von b5 nach b4.

## Anwendungen

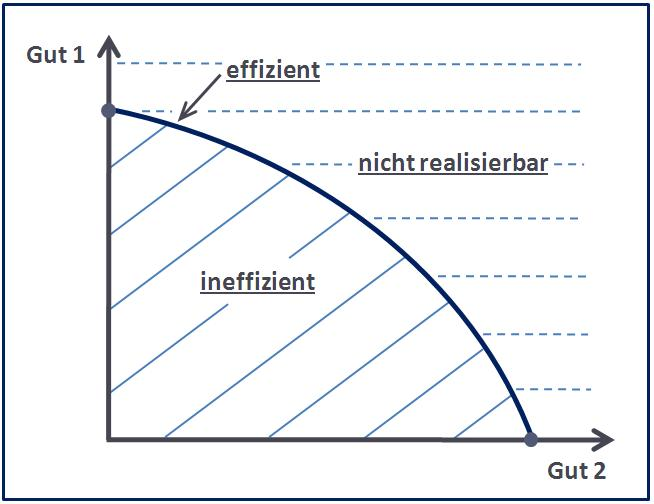
Pareto-effiziente Güterbündel liegen auf der Produktionsmöglichkeitenkurve. Von keinem der beiden Güter kann eine zusätzliche Einheit hergestellt werden, soll die Produktion des anderen Gutes nicht eingeschränkt werden.

### Das Pareto-Kriterium im Vergleich zum Kriterium der Nutzensumme
Das Kriterium der Pareto-Optimalität verdrängte in der ökonomischen Theorie das bis dahin vorherrschende utilitaristische Kriterium der „Summe der individuellen Nutzen“.
Unter dem Einfluss der positivistischen Wissenschaftstheorie wurde die Vorstellung von Nutzen als einer zahlenmäßig (kardinal) messbaren und für verschiedene Personen (interpersonal) vergleichbaren Größe nicht akzeptiert.
An die Stelle addierbarer, kardinaler Nutzengrößen treten nun ordinale Bewertungen in Form von Präferenzen ({\displaystyle x} ist besser / gleich gut / schlechter als {\displaystyle y} / nicht entscheidbar). Daraus lassen sich in der Regel Rangordnungen (Präferenzordnungen) bilden (1. Rang {\displaystyle x}, 2. Rang {\displaystyle y}, 3. Rang {\displaystyle z} usw. oder kurz {\displaystyle x\succ y\succ z}). Es wird dabei kein interpersonal anwendbarer Nutzenmaßstab benötigt, da es sich um individuelle Präferenzordnungen handelt. Die Gewichtung der Individuen mit ihren Interessen erfolgt beim Pareto-Kriterium implizit. Die Individuen mit ihren Interessen werden insofern gleich gewichtet, als es egal ist, welches der Individuen jeweils besser oder schlechter gestellt ist.

### Das Pareto-Kriterium in Verbindung mit einer Status-quo-Regelung
Für sich genommen ist das Pareto-Kriterium ein plausibles und unproblematisches Kriterium für gesellschaftliche Entscheidungen. Es befürwortet alle Veränderungen, die irgendjemandem nützen und niemandem schaden.
Ethisch problematisch wird es jedoch, wenn die so definierte Optimalität bzw. Effizienz der einzige Gesichtspunkt bleibt.
Wie gezeigt wurde, existieren u. U. eine Vielzahl von Pareto-Optima, die untereinander wertmäßig nicht vergleichbar sind. In der wirtschaftlichen Realität findet jedoch eine Auswahl statt, denn – wie bei Rechtsordnungen üblich – es bleibt beim bestehenden Zustand, dem Status quo, wenn es zu keinen Entscheidungen kommt. Es kommt folglich solange nicht zu einer Veränderung des Bestehenden, wie nur irgendeinem Eigentümer dadurch ein Nachteil entsteht. Durch die Verbindung des Kriteriums der Pareto-Optimalität mit einer Status-quo-Klausel wirkt das Pareto-Kriterium zugunsten der bestehenden Verhältnisse.

### Anwendungsfall Wirtschaftstheorie
Eine gesellschaftliche Situation wird dann als ökonomisch effizient oder Pareto-optimal bezeichnet, wenn es nicht möglich ist, die Wohlfahrt eines Individuums durch eine Re-Allokation der Ressourcen zu erhöhen, ohne gleichzeitig die eines anderen Individuums zu verringern. In anderen Worten: Ein Zustand, bei dem es keine Möglichkeit gibt, ein Individuum besser zu stellen, ohne gleichzeitig ein anderes schlechter zu stellen. Da ein Pareto-Optimum ein soziales Optimum darstellt, ist so ein Zustand stets erstrebenswert. Im Gegensatz dazu wird ein Zustand als Pareto-ineffizient bezeichnet, wenn es eine andere Allokation gibt, die ein Individuum besser stellt, ohne ein anderes Individuum schlechter zu stellen.

#### Bedingungen für Effizienz (Pareto-Optimalität)
Pareto-Optimalität einer Volkswirtschaft bedeutet, dass die Produktionsfaktoren einer optimalen Verwendung zugeführt werden. Das ist der Fall, wenn folgende Bedingungen erfüllt sind:
1. TauschoptimumDie marginalen Nutzengewinne aller Güter, die ein Individuum konsumiert, sind identisch. Man spricht davon, dass die Grenzraten der Substitution gleich sind (Zweites Gossensches Gesetz). In diesem Fall konsumiert das Individuum gerade die Güter, durch die sein Nutzen maximal wird.
2. Optimaler FaktoreinsatzDie Grenzproduktivitäten der eingesetzten Faktoren müssen gleich sein. Diese Bedingung stellt sicher, dass die größte mögliche Gütermenge erzeugt wird.
In modernen Volkswirtschaften treten regelmäßig Abweichungen von mehreren Bedingungen der Pareto-Optimalität auf. So können zugleich Monopole, Externalitäten, Informationsasymmetrien und das Vorliegen öffentlicher Güter das Funktionieren des Marktmechanismus beeinträchtigen. In diesem Fall ist nach der Theorie des Zweitbesten unklar, ob sich eine isolierte Maßnahme zur Herstellung der Bedingungen effizienzsteigernd auswirkt.

### Kritik in den Anwendungen
Das Pareto-Kriterium ist in der Ökonomik, insbesondere im Kontext der Sozialwahltheorie, umstritten.
In einem 1970 veröffentlichten Artikel behauptete Amartya Sen die „Unmöglichkeit eines Pareto-Liberalen“. Unter Annahmen, die denen ähneln, die Arrow für sein berühmtes Unmöglichkeitstheorem getroffen hatte, aber weniger streng sind, wies er nach, dass es Situationen gibt, in denen eine „liberale Gesinnung“ (formalisiert als soziale Präferenz, die in bestimmten Situationen streng den Präferenzen des betreffenden Individuums folgt) mit dem Pareto-Kriterium in Konflikt stehen. Er verdeutlichte dies an einem Beispiel, in dem ein prüder Mensch sich wünschte, dass sein Nachbar nicht Lawrence’ Lady Chatterley’s Lover liest, und das Buch lieber selbst lesen würde, auch wenn es ihm zuwider ist. Der Nachbar würde das Buch gern selbst lesen, noch lieber wäre es ihm aber, wenn der Prüde es liest. Sen zeigte, dass es liberal optimal wäre, bei der Wahl zwischen dem Prüden oder niemandem, der das Buch liest, sich für zweiteres zu entscheiden, und bei der Wahl zwischen dem Libertin und niemandem, sich für den Libertin zu entscheiden, während es Pareto-optimal wäre, wenn der Prüde es liest. Er zog daraus den Schluss, dass das Pareto-Kriterium hinterfragt werden sollte.
In der Praxis wird es nur selten die Möglichkeit zum Regierungshandeln oder einer Gesetzesänderung geben, die tatsächlich niemanden schlechter stellt. Guido Calabresi argumentierte sogar, das Kriterium der Pareto-Optimalität könne für den Staat bereits deshalb keine Leitlinie sein, weil rationale Individuen unter den Annahmen des Coase-Theorems schon immer untereinander in privaten Verhandlungen Pareto-optimale Lösungen gefunden haben werden. Staatliche Entscheidungen hätten also notwendig immer auch eine distributive Wirkung, einige der betroffenen Bürger würden immer schlechter gestellt.